# John Frederick Kensett
John Frederick Kensett (Cheshire, 22 marzo 1816 – New York, 14 dicembre 1872) è stato un pittore e incisore statunitense.
Paesaggista, appartenne alla seconda generazione della Hudson River School e adottò tecnica e principi del luminismo.

## Biografia
Kensett studiò la tecnica d'incisione con il padre Thomas e lo zio Alfred Dagget mentre frequentava la Cheshire Academy. Fino al 1838 lavorò quindi come incisore a New Haven, poi decise di recarsi in Europa con Asher Durand e John William Casilear per studiare pittura.
In Europa incontrò Benjamin Champney, con il quale lavorò; assieme attraversarono in lungo e in largo il Vecchio Continente disegnando, prendendo appunti e dipingendo. Durante questi viaggi Kensett scoprì un'affinità particolare con la pittura paesaggistica olandese del 1600. Poi i due tornarono in America nel 1847.

Kensett aprì il suo studio a New York e fece una serie di viaggi sia nel Nord-Est, specie sulla costa, che nelle Montagne Rocciose del Colorado, intercalandoli con alcuni ritorni in Europa. Le sue tele mostrarono i paesaggi del New England, dello Stato di New York e del suo litorale.
Egli appartenne alla 2ª generazione della Hudson River School e, più tardi, alla corrente luminista, così come David Johnson, Sanford Robinson Gifford, Fitz Hugh Lane, Jasper Francis Cropsey e Martin Johnson Heade.

Fu considerato un parente stretto, spirituale e stilistico, degli impressionisti, a causa dei suoi effetti di luce nell'atmosfera. Il suo stile, comunque, evolvette gradualmente nel tempo, passando dalla maniera tradizionale della "Hudson River School" al più raffinato stile del luminismo, che egli adottò pienamente soprattutto negli ultimi anni.
Nel 1851 dipinse un'immensa tela che rappresentava il Monte Washington visto dalla valle di Conway. Quest'opera divenne un'icona del "White Mountain Art", fu riprodotta in incisione in moltissime copie ed ebbe un'enorme diffusione. Fu acquistata dall'"American Art Union".
Durante la sua vita Kensett fu largamente apprezzato ed elogiato, e godette anche di un successo finanziario che utilizzò spesso per aiutare altri artisti. Fu membro della "National Academy of Design", fondò l'"Artists' Fund Society" e, soprattutto, il "Metropolitan Museum of Art".

Nel 1872, forse a causa di un'azione di soccorso per salvare la moglie dell'amico pittore Vincent Colyer, si ammalò di polmonite e, nel dicembre dello stesso anno, morì nel suo studio di New York per una crisi cardiaca.
La sua biografia completa è stata scritta da Ellen H. Johnson e pubblicata nel 1957.

## Altri progetti

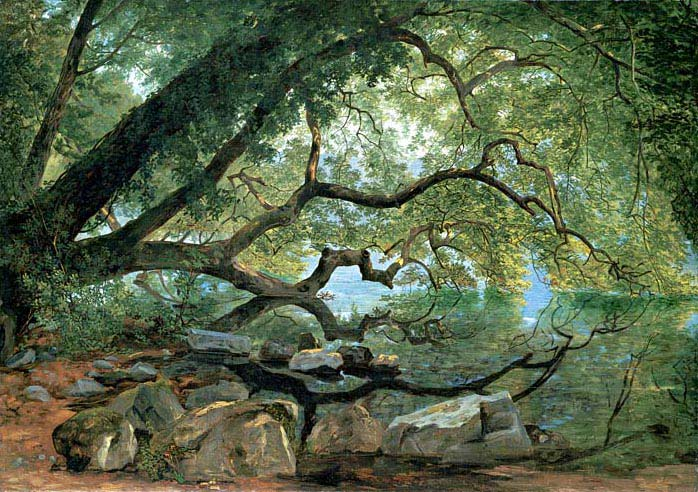
Un elce presso il Lago Albano

## Galleria d'immagini

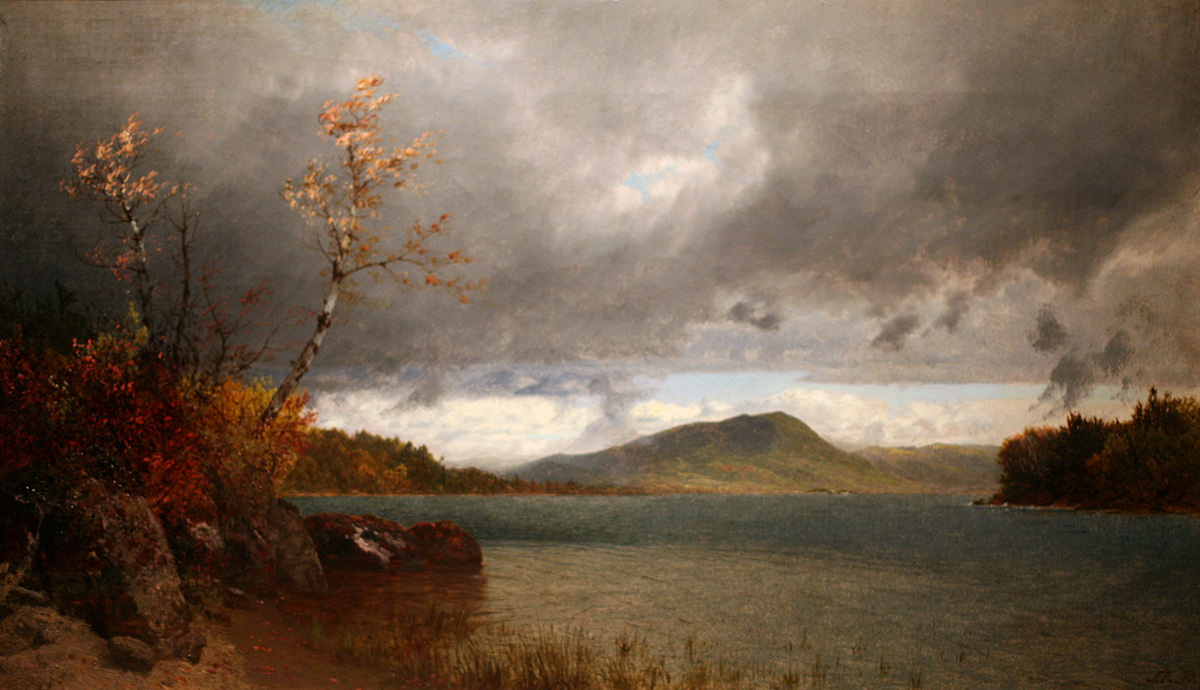
Il Lago George
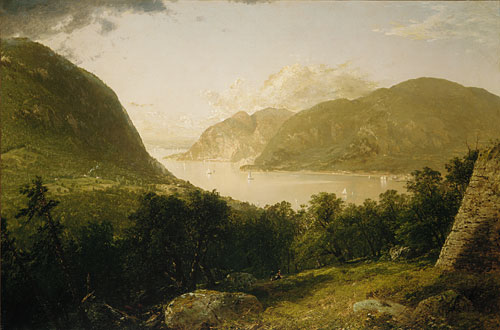
Scorcio del fiume Hudson
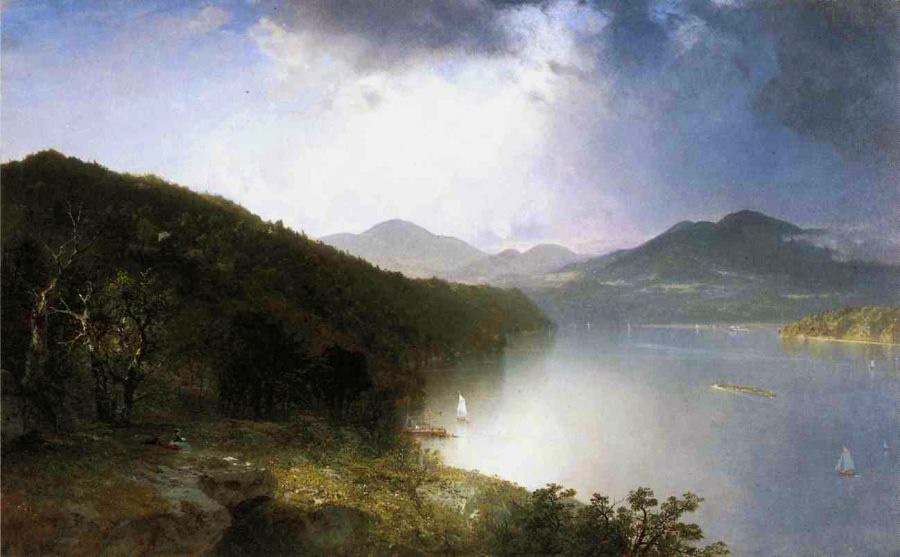
Il fiume Hudson
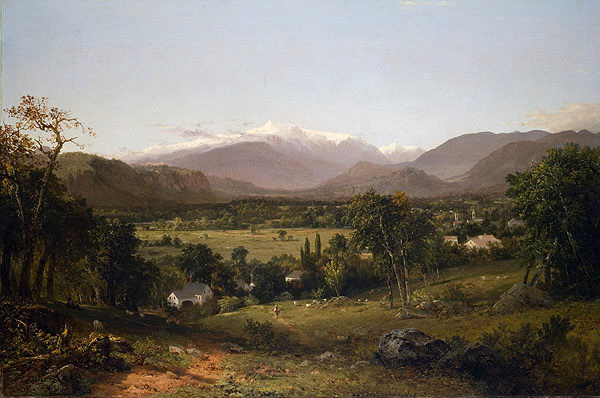
Il Monte Washington
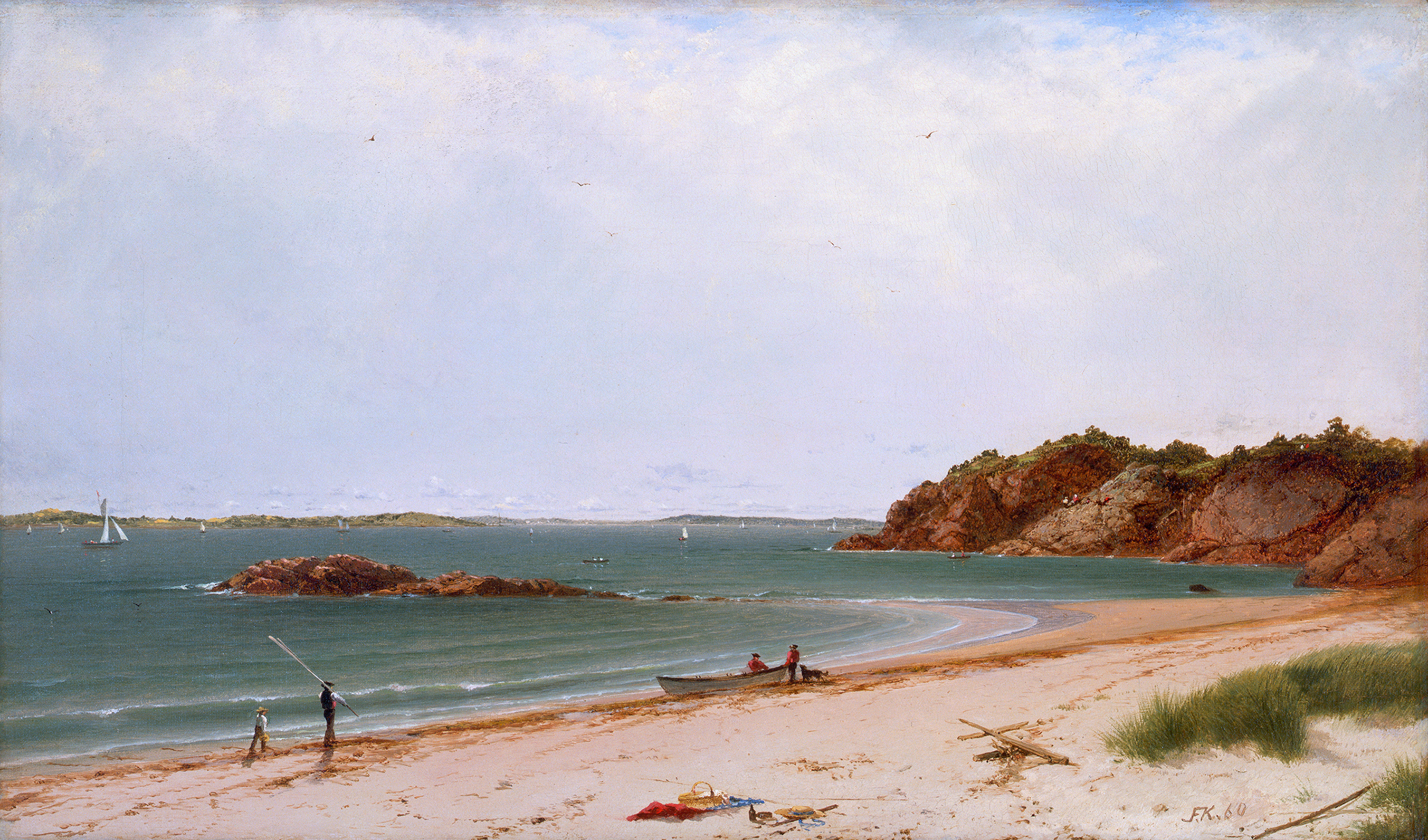
La spiaggia di Beverly
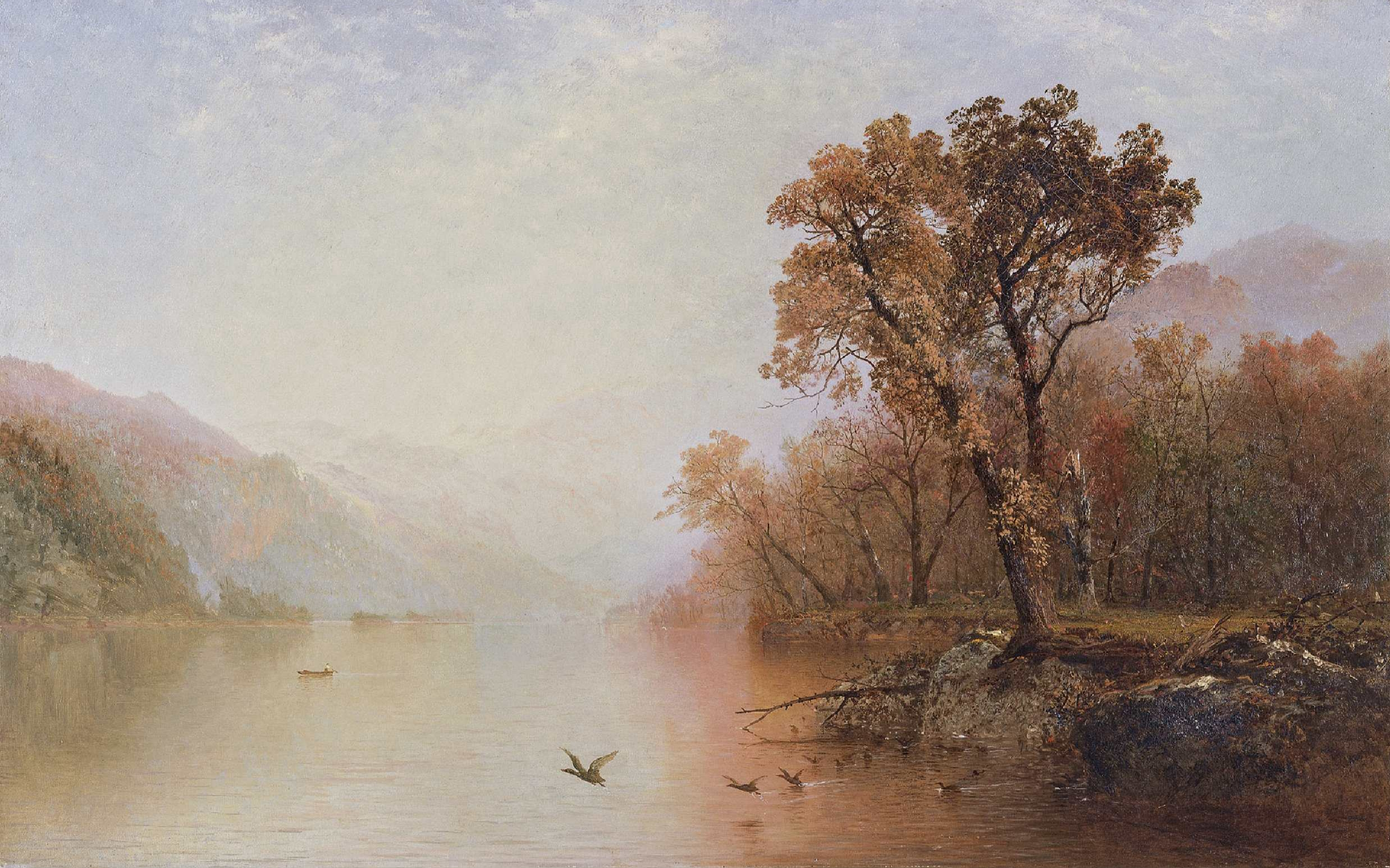
Il Lago George